# Our Songs
Our Songs è l'ottavo album in studio della cantautrice statunitense Anastacia, pubblicato il 22 settembre 2023, dalla Stars by Edel. Our Songs è un album di cover, principalmente adattamenti in lingua inglese di canzoni pop tedesche. Il 21 giugno 2024 è stata pubblicata la Gold Deluxe Edition dell'album, comprensiva di tre tracce inedite.

## Produzione
Alla fine del 2022, mentre era impegnata nel suo tour celebrativo I'm Outta Lockdown, Anastacia ha dichiarato ai media di essere al lavoro su un nuovo progetto discografico, per un rilascio previsto nel 2023: "Un progetto diverso da qualsiasi cosa io abbia mai fatto. Non musica scritta da me, ma musica scritta da altre persone di lingua diversa". Nell'aprile 2023, è stato annunciato il titolo del nuovo album, Our Songs, e che il disco avrebbe contenuto cover di canzoni tedesche tradotte in inglese.

## Promozione
Il primo singolo tratto dall'album, Best Days, è stato pubblicato il 28 aprile 2023, in coda all'annuncio dell'album. È una cover di Tage wie diese del gruppo punk rock tedesco Die Toten Hosen. Il 14 luglio è stato pubblicato il secondo singolo, Supergirl, cover di un brano dei Reamonn.
Un terzo singolo, Now or Never, è stato pubblicato il 25 agosto, insieme al relativo videoclip. La canzone è una cover della canzone di Johannes Oerding An guten Tagen. L'ultimo singolo Just You è stato pubblicato il 21 settembre insieme a un video. In questo brano Anastacia duetta con l'interprete della canzone originale, Peter Maffay. Come parte della promozione di Our Songs, Anastacia sarà ospite speciale del Farewell Tour di Maffay.
Il 7 giugno 2024 è stato pubblicato un singolo, Highs & Lows, tratto dalla Gold Deluxe Edition dell'album, uscita il 21 dello stesso mese. L'8 luglio Anastacia ha annunciato il suo Not That Kind #25 tour, che oltre a celebrare il venticinquesimo anniversario del suo primo album promuoverà anche Our Songs.

## Accoglienza
Ryan Bulbeck ha definito Our Songs un "album dal ritmo medio, ma dolce e pieno zeppo di ballate e momenti cantabili. Anche se non ci sono brani uptempo di spicco su cui ballare, gli ascoltatori saranno piacevolmente sorpresi dalla versatilità di Anastacia. La sua voce, inoltre, è potente come sempre, e solo per questo l'album è assolutamente da ascoltare". Il sito web inglese Culturefix ha osservato che "È certamente un concept singolare per un album, ed è probabile che molte tracce risulteranno originali e nuove per gli ascoltatori fuori dalla Germania". Tina Knop ha osservato che "le canzoni si adattano così bene alla voce di Anastacia che non si può essere sicuri che si tratti di brani originali della cantante o di cover".
La rivista RetroPop ha ritenuto che "Our Songs è una bella raccolta di materiale [...] con una cantante abile come Anastacia al comando, il progetto non potrebbe essere in mani più sicure. Ciò che convince meno è il concept generale: nonostante sia forse il suo lavoro più internazionale, a volte sembra più un progetto amatoriale che il ritorno di una delle popstar di maggior successo degli anni 2000 dopo più di cinque anni". Der Spiegel ha ritenuto che "nonostante la voce riconoscibile [di Anastacia], alcune delle canzoni mancano del feeling originale, come la ballata di Sarah Connor Wie schön du bist (Beautiful) o il classico di Udo Lindenberg Cello. Le basi musicali sembrano versioni strumentali senza passione. Questo potrebbe non infastidire i fan sfegatati di Anastacia".

## Tracce
1. Best Days – 4:32 (Andreas Frege, Andreas Von Holst, Timothy Smith) – originariamente interpretata dai Die Toten Hosen
2. Now or Never – 3:18 (Johannes Oerding, Mark Anthony, Robert Smith, Benjamin Dernhoff) – originariamente interpretata da Johannes Oerding
3. Beautiful – 3:20 (Sarah Connor, Daniel Faust, Peter Plate, Ulf Leo Sommer) – originariamente interpretata da Sarah Connor
4. Still Loving You – 5:33 (Rudolf Schenker, Klaus Meine) – originariamente interpretata dagli Scorpions
5. Monsoon – 3:58 (Dave Roth, Patrick Benzner, David Jost, Bill Kaulitz, Rebecca Roth) – originariamente interpretata da Tokio Hotel
6. Born to Live – 3:28 (Bernd Heinrich Graf, Henning Verlage) – originariamente interpretata dagli Unheilig
7. Cello – 3:30 (Udo Lindenberg) – originariamente interpretata da Udo Lindenberg
8. Just You (duet with Peter Maffay) – 4:40 (Peter Maffay, Bernd Meinunger) – originariamente interpretata da Peter Maffay
9. Symphony – 4:50 (Thomas Stolle, Johannes Stolle, Stefanie Kloss, Andreas Jan Nowak) – originariamente interpretata dagli Silbermond
10. Supergirl – 4:03 (Mike Gommeringer, Philipp Rauenbusch, Rea Garvey, Sebastian Padotzke, Uwe Bossert) – originariamente interpretata da Reamonn
11. Forever Young – 3:17 (Marian Gold, Bernhard Lloyd, Frank Mertens) – originariamente interpretata dagli Alphaville
12. An Angel – 3:53 (Kathy Kelly, Hartmut Pfannmüller) – originariamente interpretata dai The Kelly Family

Durata totale: 48:22
Gold Deluxe Edition
1. Higs and Lows – 3:54 (Anastacia, Michael Schulte, Patrick Salmy, Ricardo Munoz, Andreas Herbig, Emma Rosen) – originariamente interpretata da Michael Schulte
2. Control – 3:55 (Zoe Wees, Ricardo Munoz, Patrick Salmy, Emma Rosen) – originariamente interpretata da Zoe Wees
3. Rooftop – 3:18 (Christoph Cronauer, Michelle Leonard, Nico Wellenbrink, Nicolas Rebscher, Vito Kovach) – originariamente interpretata da Nico Santos

## Formati
L'album è stato rilasciato in formato CD, Digital download, streaming e disco in vinile.

### Edizioni
Al lancio, Our Songs è stato presentato in formato fisico CD-Digipack e doppio vinile, con le seguenti edizioni speciali :
- Edizione Limitata vinile da collezione con dischi a colori splatter (esclusiva Amazon);
- Edizione limitata vinile da collezione con autografo di Anastacia (esclusiva marketplace tedesco JPC);
- Edizione limitata vinile da collezione con dischi color giallo e arancione (esclusiva sito ufficiale Anastacia);
- Edizione limitata CD con fanbox e gadget, acquistabile solo online dai principali marketplace.
- Edizione limitata natalizia vinile con dischi serigrafati e cartolina natalizia autografata (disponibile da dicembre 2023).

Il 21 giugno 2024 è stata rilasciata la Gold Deluxe Edition, con un repacking dell'album e tre tracce aggiuntive, disponibile solo in formato CD- digipack e mp3.

## Classifiche
| Classifica (2023) | Posizione massima |
| ----------------- | ----------------- |
| Austria           | 5                 |
| Belgio (Fiandre)  | 116               |
| Belgio (Vallonia) | 168               |
| Germania          | 2                 |
| Svizzera          | 8                 |